# Relazioni bilaterali tra Kazakistan e Kirghizistan

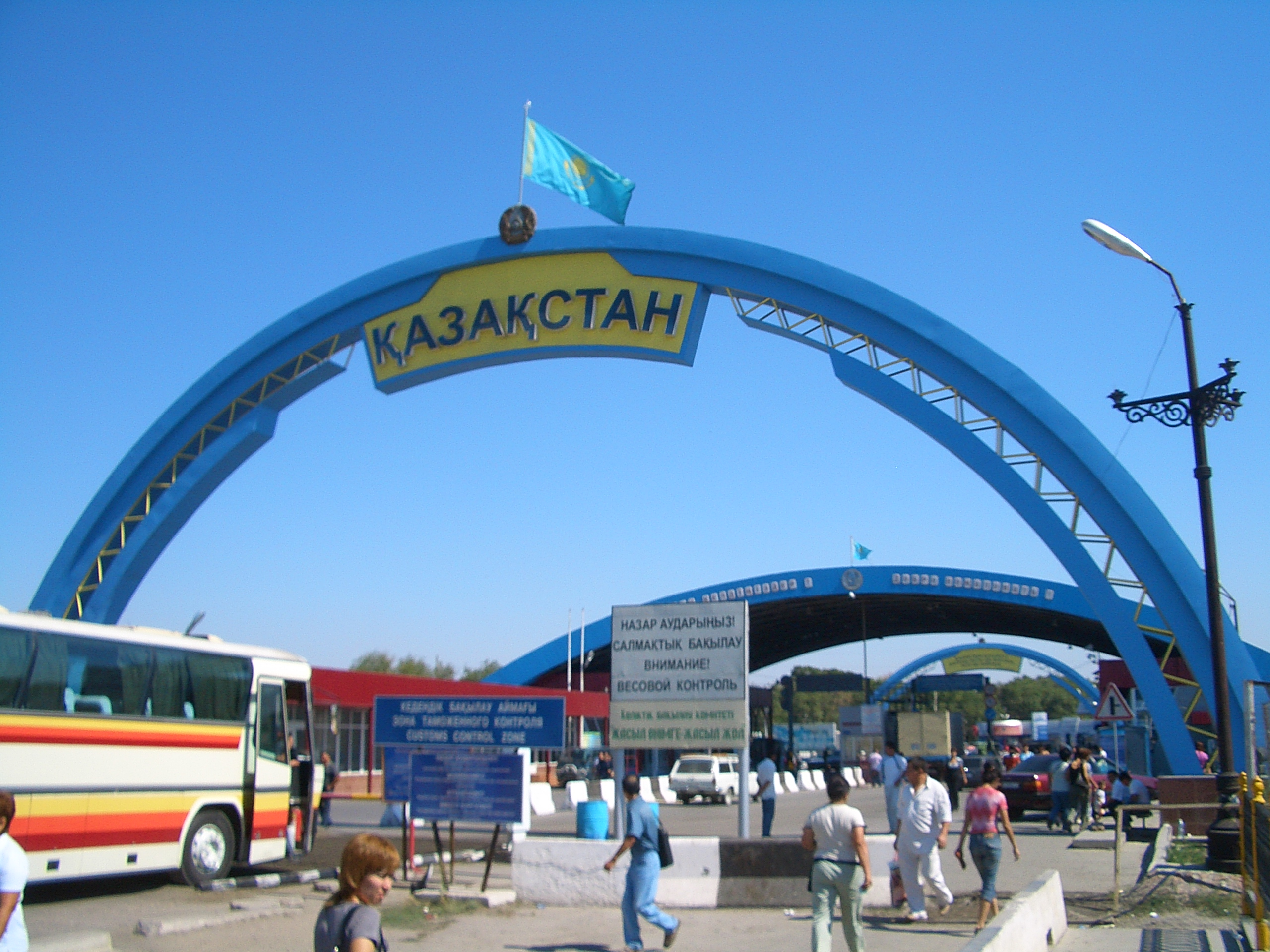
Il trafficato valico di frontiera di Korday tra i due paesi

Le relazioni bilaterali tra Kazakistan e Kirghizistan fanno riferimento ai rapporti diplomatici ed economici tra la Repubblica del Kazakistan e la Repubblica del Kirghizistan. I rapporti tra i due paesi, che condividono il loro confine, sono sempre stati di altissimo livello, e le connessioni economiche e di altro tipo sono state accolte con forte apprezzamento da entrambe le nazioni, essendo molto vicine in termini di lingua, cultura e religione.

## Contesto

Bandiera del Kazakistan sovietico.

Bandiera della Kirghizia sovietica.

Kazakistan e Kirghizistan erano precedentemente repubbliche dell'Unione Sovietica. Nacquero ufficialmente come un'unica repubblica autonoma all'interno della Repubblica Socialista Federativa Sovietica Russa, fino al 1936, quando fu divisa nelle repubbliche sovietiche del Kazakistan e della Kirghizia.
Durante il governo di Iosif Stalin, tra il 1930 e il 1944, una serie di gruppi etnici come curdi, calmucchi, ceceni, ingusci o balcari vennero inviati in Kazakistan o in Kirghizia, mentre i kazaki nomadi venivano poi deportati dal Kazakistan.
Mentre le culture e le tradizioni furono mantenute nel tempo, il nazionalismo crebbe durante la fine degli anni '80, sotto le politiche di glasnost' e perestrojka di Michail Gorbačëv.
Nel marzo 1991, Kazakistan e Kirghizia parteciparono a un referendum nel tentativo di preservare l'Unione come una rinnovata federazione di stati sovrani. Durante il fallito colpo di stato avvenuto a Mosca nell'agosto 1991, Askar Akayev e Nursultan Nazarbaev condannarono gli intransigenti comunisti.
Poco dopo il tentato golpe, la Kirghizia (ribattezzata Kirghizistan) e il Kazakistan dichiararono la loro indipendenza rispettivamente il 31 agosto e il 16 dicembre, prima della dissoluzione definitiva dell'Unione Sovietica il 26 dicembre 1991. Le relazioni ufficiali tra i due paesi sono iniziate nel 1992.

## Era moderna
Il 26 aprile 2007 i presidenti del Kazakistan e del Kirghizistan hanno firmato un accordo per creare un "Consiglio supremo internazionale" tra i due stati. Questo evento storico ha avuto luogo durante una visita ufficiale del presidente kazako nella capitale kirghisa Biškek. Il Kazakistan è estremamente importante per il Kirghizistan settentrionale. Per un certo periodo, a metà degli anni '90, la chiusura temporanea dell'aeroporto di Biškek-Manas ha reso l'allora capitale del Kazakistan, Almaty, il principale punto di accesso al Kirghizistan. La città di Talas, nel Kirghizistan nordoccidentale, riceve quasi tutti i suoi servizi tramite la città di Taraz, oltre il confine con il Kazakistan.

### Elezioni kirghise del 2017

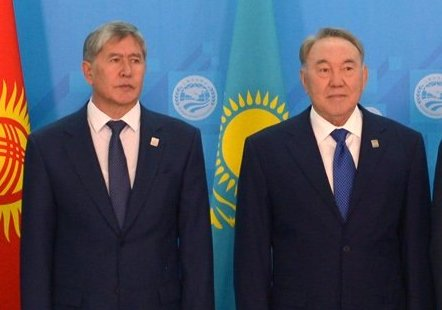
Almazbek Atambaev con Nursultan Nazarbaev.

Durante le elezioni presidenziali kirghise, tenutesi il 7 ottobre 2017, il presidente Almazbek Atambaev ha accusato il Kazakistan di sponsorizzare e sostenere uno dei candidati alla presidenza. Ha anche definito i funzionari del Kazakistan dei corrotti, accusandoli di rubare soldi dai pensionati. Dopo la sua disapprovazione, il 9 ottobre, l'ufficio di Atambayev ha anche annunciato che avrebbe annullato la sua partecipazione all'imminente vertice dei capi di stato della CSI nella città russa di Sochi, evento che avrebbe richiesto al leader kirghiso di incontrare il presidente del Kazakistan, Nursultan Nazarbaev. A causa della forte reazione, i funzionari di frontiera del Kazakistan hanno imposto un regime di massima sicurezza alle 18:00 del 10 ottobre, rallentando notevolmente il passaggio dei viaggiatori e inviando diversi camion carichi di truppe al confine per creare posti di blocco. Il servizio di frontiera del Kirghizistan ha quindi risposto due ore dopo con ulteriori misure. Secondo quanto riferito, le truppe sono rimaste al confine fino al termine delle elezioni in Kirghizistan.
In risposta alle accuse di Atambaev, la Commissione elettorale centrale kazaka (OSK) ha rifiutato l'invito a monitorare le elezioni.

### Relazioni sotto Sooronbay Jeenbekov
Le relazioni sotto il presidente Sooronbay Jeenbekov hanno raggiunto un nuovo livello nella sfera militare, con il ministro della Difesa Saken Zhasuzakov ad essere il primo leader militare kazako a visitare Biškek nel luglio 2018.

## Relazioni economiche
Gli investimenti diretti del Kazakistan nell'economia del Kirghizistan hanno guadagnato rapidamente ritmo dall'inizio degli anni 2000. Oggi la presenza economica del Kazakistan si fa sentire in tutto il nord del Kirghizistan, dalle banche alle piccole imprese, dalle auto con targa kazaka ai numerosi turisti. La maggior parte della popolazione kirghisa accoglie favorevolmente tali rapporti economici poiché entrambi i paesi condividono culture e tradizioni simili. Negli ultimi cinque anni il Kazakistan ha investito circa 400 milioni di dollari in Kirghizistan ed è considerato il maggior finanziatore. Il 33% del capitale totale delle banche kirghise appartiene a investitori kazaki. In territorio kirghiso sono presenti circa 2.000 imprese, 500 delle quali sono gestite da imprenditori kazaki. L'unificazione kazako-kirghisa è quindi nell'interesse economico di entrambi i paesi. "Non vedo alcun problema nel collaborare con un altro paese. In futuro dovremmo comunque unirci a questo o ad un altro stato. L'unificazione con il Kazakistan sarà un buon acceleratore per la nostra economia", ha affermato il parlamentare Juraev.
Nel 2007, il presidente del Kazakistan Nursultan Nazarbaev ha proposto la creazione di un fondo per facilitare lo sviluppo economico del Kirghizistan. Tuttavia questo progetto ha avuto inizio solo nel 2011. Il KKIF è stato creato con un capitale di 100 milioni di dollari, interamente finanziato dal Kazakistan. Il suo obiettivo principale è fornire assistenza finanziaria all'economia del Kirghizistan attraverso l'attuazione dei progetti prioritari sul suo territorio e lo sviluppo effettivo delle piccole e medie imprese.
Nel 2014, il vice segretario generale del Consiglio di cooperazione degli stati di lingua turca (Turk-ssCC), Adakhan Madumarov ha presentato il progetto Great Silk Way, che porterebbe il turismo sia in Kirghizistan che in Kazakistan.
Secondo alcune stime del 2021, il fatturato commerciale tra Kazakistan e Kirghizistan ha raggiunto un totale di 680 milioni di dollari, con una crescita del 9% nei primi nove mesi del 2021.